# Luis de Llera Esteban
Luis de Llera Esteban (Don Benito, 2 de mayo de 1947) es un hispanista e historiador español, catedrático de lengua y literatura española en varias universidades italianas.

## Biografía
En 1970 se licencia en filosofía en la Universidad de Navarra (Pamplona). En 1980,  después de haber desempeñado el cargo de lector, desde 1974, en la Universidad Católica de Milán y en la de Bergamo, gana por oposición el puesto de “ricercatore” en dicha universidad milanesa. En 1986 gana por oposición la cátedra de Lengua y Literatura española de “seconda fascia” (profesor titular) en la Universidad de Trento. Desde 1987 hasta 1992 es encargado de Literatura española en la Universidad Católica de Brescia. Desde 1987 hasta 1991 es encargado de Lengua y cultura española en la Facultad de Letras de Trento. Desde 1992 hasta 1994 presta servicio de nuevo en la Universidad Católica de Milán. En 1994 gana por oposición la cátedra de “prima fascia” (catedrático) de Lingua e Letteratura Spagnola en la Università de l’Aquila y desde noviembre del mismo es director del curso de licenciatura de Filología Moderna, dentro de la Facultad de Letras del Ateneo de la misma universidad. Desde 1996 hasta 1998 es encargado de Literatura española en la Facultad de Lenguas de la Universidad de Génova. Desde el 1 de noviembre de 1998 pasa a la Universidad de Génova, por concurso de traslado. En noviembre de 1999 es director del Departamento de Hispanística de la misma facultad (Filología moderna-Universidad de Génova). En 2000 adhiere al Settore scientifico disciplinare Lingua e traduzione - Lingua spagnola (L-LIN/07). Desde 2010 hasta 2012 ha sido titular de la cátedra de Lengua y Traducción española en la universidad IULM de Milán.
En el mes de junio de 1986 es nombrado "Académico correspondiente de la Real Academia de la Historia de España".
Es miembro del Comité científico de algunas revistas italianas, españolas e hispanoamericanas: Aportes (Madrid), Hispania Sacra (Madrid), SigloXIX (Valladolid), Nueva Literatura (Valladolid), Palafitos revista de Historia y ciencias sociales (Maracaibo), Telos Revista de Estudios Interdisciplinares, Universidad Dr. Rafael Belloso Chacín (Maracaibo), Revista del Hispanismo Filosófico (Madrid), Quaderni Ibero-Americani (Torino). 
Director científico de la revista Rocinante (Estudios filosóficos en lengua española) de Salerno.
Es miembro del Comité científico de la Fundación ISLA, Istituto di Studi Latinoamericani de Salerno.
Dirige actualmente la colección Filosofía española en América, ISLA, Salerno.
Ha sido coordinador científico del módulo III (La historiografía hoy: problemas y métodos) del “I Master de Especialización en Historia Iberoamericana” organizado por el Instituto de Historia del CSIC di Madrid, por la Fundación MAPFRE Tavera y por la Fundación Carolina. Ha participado al II e III ciclo como titular de la materia "Historia del pensamiento hispánico contemporáneo".
Ha sido miembro del Tribunal para la asignación de beca de estudio, en historia, del Ramón y Cajal y Juan de la Cierva.
Referí para los proyectos de investigación del ministerio español de educación en "Historia de la filosofía” e “Historia contemporánea”.
Ha colaborado en numerosos proyectos de investigación de los Ministerios de Cultura, italiano y español, y del CNR italiano y del CSIC español.
Ha sido fundador y miembro del “Collegio Docenti” del Doctorato en Estudios Americanos de la Universidad de Génova.
Ha formado parte de numerosos tribunales de Doctorado  (Universidad de Nápoles, Salerno, Boloña, Génova, Milán).
Ha dictado conferencias y seminarios como profesor invitado en Universidades italianas , españolas, francesas e hispanoamericanas.
En febrero de 2007 ha sido nombrado Académico de Número de la Real Academia de Extremadura de Artes y Letras, y en octubre de 2008 leyó el discurso de ingreso en la misma Institución, “Un católico liberal extremeño: José Moreno Nieto”.
Ha formado parte de algunos tribunales de doctorado en la Universidad madrileña “San Pablo CEU”.
En el 2015 ha sido nombrado Profesor emérito por la Universidad San Pablo CEU de Madrid.

## Obras

### Monografías
- Relaciones entre la Iglesia y el Estado desde la Restauración hasta la guerra civil de 1936. El archivo Miralles de Palma de Mallorca, Milano, Cisalpino- Goliardica, 1984, pp. 40.

- Relaciones culturales ítalo-hispánicas. La embajada de T. Gallarati Scotti en Madrid (1945-1946), Milano, Cisalpino-Goliardica, 1985, pp. 60.

- España actual. La guerra civil de 1936-9, parte II, III, IV del vol. 13.1 de la Historia de España y América, Madrid, Gredos, 1989.

- Ortega y la Edad de Plata de la literatura española (1914-1936), Roma, Bulzoni, 1991, pp. 248.

- En colaboración con M. J. Flores, Los nacionalismos en España. Historia y Literatura: 1868-1936, Trento, Pubblicazioni del Dipartimento di Scienze Filologiche e Storiche, 1991, pp. 196.

- En colaboración con J. A. Gallego, La España de posguerra: un testimonio, Madrid, C.S.I.C., 1992, pp. 184.

- La España actual. La era de Franco. 1939-1975, vol. 13.2 de la Historia de España y América, Madrid, Gredos, 1994, pp. 730.

- En colaboración con J. A. Gallego, M. Pecellín, M. Romero e M. J. Flores, Literatura y religión en el modernismo español. 1902-1914, Madrid, Actas, 1994, 351 pp. Volumen dirigido por mí, autor de los capítulos: I,  II, III, IV, V, VI, (pp. 7-150).

- En colaboración con J. A. Gallego e A. Pazos, Los españoles entre la religión y la política, Madrid, Aedos-Unión Editorial, 1996, 309 pp.

- En colaboración con M. Romero, R. Grillo e P. Gorla, El último exilio español en América, Madrid, Mapfre, 1996, pp.780. Volumen dirigido por Luis de Llera, autor de los siguientes capítulos: “Introducción. Justificaciones para con el lector” (pp. 13-15) y “La cultura filosófica de los transterrados” (pp. 519-629).

- La modernización cultural de España. 1898-1975, Madrid, Actas, 2000, pp. 348.

- En colaboración con P. L. Crovetto (directores),  Autobiografías y polémicas, Genova, Dipartimento di Lingue e letterature straniere moderne, 2001.

- En colaboración con A. Cassani, Filosofía en el exilio. España redescubre América, Madrid,  Ed. Encuentro,  2005.

- En colaboración con P. L. Crovetto (directores), Identità Americane. Etnie, culture, nazioni dal Río Grande alla Patagonia, Salerno, Edizioni del Paguro, 2005, pp. 173.

- Introduzione (pp. 1-148) ed edizione di José Ortega y Gasset, La deshumanización del arte, Madrid, Biblioteca Nueva, 2005.

- La guerra civile di Spagna (traducción de D. Gambini), Rimini, Il Cerchio, 2006, pp. 190.

- La guerra civile di Spagna. Gli eventi bellici (traducción de L. Sanfelici), Rimini, Il Cerchio, 2008, pp. 192.

- En colaboración con C. Assumma (coords.), La primera modernidad. El modernismo religioso y literario en España e Hispanoamerica, Bogotà, Planeta,     2012.

- Coordinador y autor del volumen La cultura española del siglo XIX. Literatura y pensamiento, Madrid, Ediciones 19, 2014, pp.552.
- Coordinador y autor del volumen De Cataluña y de algunos catalanes, Madrid, Ediciones 19, 2020, pp. 301. (ensayos de Daniela Zizi; Marco Succio; Giovanna Scocozza; Angela Sagnella; Laura Sanfelici; Luis de Llera; Ana María González Luna; Arianna Fiore; Alessia Cassani; Gabriella Cambosu; José Andrés-Gallego).
- Coordinador y autor del volumen Entre repúblicas (1873-1939). Doce ensayos de historia intelectual, Madrid, Ediciones 19, 2022, 385 pp. (ensayos de Daniela Zizi; Marco Succio; Daniel Secchi ; Laura Sanfelici; Luis de Llera; Manuel Pecellín; Ana María González Luna; Dianella Gambini; María J. Flores Requejo; Arianna Fiore; Laura M. Durante; Alessia Cassani; José Andrés-Gallego).

### Ensayos o capítulos en volúmenes colectivos
- “Las filosofías de salvación (1868-1931)”, en J. Andrès-Gallego (ed.), tomo XVI-1,  Historia General de España y América, Madrid, Rialp, 1982, pp. 3-59, doppia colonna 20x30.

- “El pensamiento español (1833-68)”, en J. Andrès- Gallego (ed.), tomo XIV, Historia General de España y América,  Madrid, Rialp, 1983, pp. 219-273, doppia colonna 20x30.

- “Dalla guerra civile al franchismo: l’Archivio Gallarati Scotti” en G. Campanini (ed.), I cattolici italiani e la guerra di Spagna (introducción de G. de Rosa), Brescia, Morcelliana, 1987, pp. 203-219.

- “La cultura de fin de siglo (1875-1900)” en J. Paredes (ed.), España siglo XIX, Madrid, Actas, 1991, pp. 389-440.

- “Ortega e le avanguardie storiche” en G. Morelli (ed.), Trent’anni di avanguardie spagnole, Milano, Jaca Book, 1987, pp. 55-75. [Tr. Sp.  “Ortega y las vanguardias históricas”, en Treinta años de vanguardias españolas, Sevilla, Ediciones El Carro de la Nieve , 1991].

- “La idea de los españoles acerca de la realidad histórica de España. El fondo antropológico de la idea de España. Los españoles entre la religión y la política”, en J. Andrès- Gallego (ed.), tomo XIX-1, La época de Franco de la Historia General de España y América, Madrid,  Rialp, 1992, pp. 1-167, doppia colonna, 20x30.

- “Ortega: filosofo mondain o metafisico del ludico?” en G. Morelli (ed.), Ludus, Milano, Jaca Book, 1994, pp. 13-32. [Tr. Sp. “Ortega: filósofo mondain o metafísico de lo lúdico?”, en Ludus. Cine, arte y deporte en la literatura española de vanguardia, Valencia, Pre-textos, 2000, pp.49-67].

- “La conspiración y la irresponsabilidad política de los grandes partidos democráticos”, en M. A. Baquer (ed.), La Guerra Civil Española, Madrid, Actas, 1999, pp. 33-63.

- “El ensayo español (1870-1914)”, en A. Scocozza (ed.), La prosa no ficcional en Hispanoamérica y España entre 1870 y 1914, Caracas, Monte Ávila Editores, 2000, pp. 3-55.

- “Imaz en el contexto cultural español de los años veinte y treinta: las revistas”, en J. A. Ascunce (ed.), Asedio a un filósofo, San Sebastián, Ed. Saturrarán, 2002, pp. 115-149.

- En colaboración con L. M. Durante, “María Zambrano y los años treinta:   horizontes de un nuevo liberalismo” en M. V. Calvi, L. Chierichetti, J. Santos López     (eds.), Percorsi di lingua e cultura spagnola. In ricordo di Donatella Cessi Montaldo, Milano, Selene Edizioni, 2005, pp. 73-99.

- “La identidad mexicana en el humanismo espiritualista de Antonio Caso y José Vasconcelos”, en P. L. Crovetto, L. De Llera (eds.), Identità Americane. Etnie, culture, nazioni dal Río Grande alla Patagonia,  Salerno, Edizioni del Paguro, 2005, pp. 97-121.

- “María Zambrano e gli anni ‘30: orizzonti di un nuovo Liberalismo”, en P. Colonnello (ed.), Filosofia e politica in America Latina, Roma, Armando Editore, 2005, pp. 81-100.

- “Entre la Historia y el presente de España: 1975- 1996” en M. C. Desideri, M. T. Ferrari (eds.), La Spagna tra passato e presente: letteratura, cultura, società e istituzioni, Roma, Dipartimento di Letterature Comparate, Roma Tre, 2006, pp. 27-45.

- “El ensayo en España. 1900-1939” en M. Porciello, M. Succio (eds.), Il saggio in Spagna e Ispanoamerica, Milano, Arcipelago, 2009, pp. 13-37.

- “Gli ultimi sei anni del Franchismo (1969-1975)” en A. Botti, M. Guderzo (eds.), L’ultimo franquismo, tra repressione e premesse della transizione (1968-75), Torino, Rubettino editore, 2009, pp. 27-48.

- "Los filósofos exiliados y la tercera España" en A. Baldissera, G. Mazzocchi e P. Pintacuda (eds.), Ogni onda si rinnova, studi di ispanistica offerti a Giovanni Caravaggi, vol. 2, Como-Pavia, Ibis, 2011, pp. 335-351.

- "El Modernismo religioso y literario: hacia una dilucidación" en Llera, Luis de- Assumma, Cristina (eds.), La primera modernidad. El modernismo religioso y literario en España e Hispanoamerica, Bogotà, Planeta, 2012.

- “El proceso de identidad nacional de España en su historia” en I. Putzu, G. Mazzon (eds.), Lingue, letterature, nazioni. Centri e periferie tra Europa e Mediterraneo, Milano, Franco Angeli, 2012, pp. 180-199.

- “La segunda parte del siglo XIX” en J. Andrés-Gallego, José- Llera, Luis de (eds.), La cultura española del siglo XIX, Logroño, UNIR, 2012, pp.233-362.

- “I primi orteghiani in Messico: verso un’identità filosofica”, en G. Cacciatore, A. Mascolo (eds.), La vocazione dell’arciere. Prospettive critiche sul pensiero di José Ortega y Gasset, Bergamo, Moretti&Vitali, 2012, pp.119-139.

- “Juan David García Bacca, una biografía desconcertante” en L. Frattale, M. Lefèvre, L. Silvestri (eds.), Libri, manoscritti, scartafacci e altre rarità. Omaggio a Jose Luis Gotor, Firenze, ALINEA Editrice s.r.l., 2014, pp.159-172.

- En colaboración con Arianna Fiore “La escuela de Traductores en Toledo” en F.D. Esteban (ed.), Badajoz mil años de libros, Badajoz, ALBORAYQUE Libros, 2014, pp.115-134.

- “Ortega y las Meditaciones del Quijote”  en El Quijote en Extremadura, Mérida, 2015, pp.119-147.

- “Sacerdote republicano y filósofos exiliados” en Congreso internacional de filosofía española, Murcia, 2015, en vías de publicación.

- “Testo e contesto nelle meditazioni di Chisciotte” en G. Cacciatore, C. Cantillo (eds.), Omaggio a Ortega a cento anni dalle meditazioni del Chisciotte     (1914-2014), Napoli, Guida editori, 2016, pp. 91-123.

- “Sacerdote republicano y filósofo exiliado: José Manuel Gallegos Rocafull” en A. Scocozza, G.  D’Angelo (eds.), Magister et discipuli: filosofía, historia, política y cultura, Bogotà, Taurus, 2016, tomo 1, pp. 251-261.

### Ensayos y artículos en revistas
- El sentimiento fundamental en la obra de Antonio Rosmini, en “Revista de Estudios Extremeños” (Badajoz), 1977, fasc. 3, pp. 653-670.

- Pieper e “Il concetto di peccato”, “Il Ragguaglio Librario”, abril de 1981, fasc. 4, pp.  130-131.

- El Padre Ceferino intérprete de Rosmini: excursus por la neoscolástica española del siglo XIX, en “Rivista di Filosofia neo-scolastica”, 1981, fasc. 2, pp. 300-339.

- Política y tomismo en España (1890): José Miralles y “La secta rosminiana”, en “Rivista rosminiana di Filosofia e Cultura”, 1981, fasc. 4, pp. 416-449.

- La storiografia del dopoguerra sul Cattolicesimo sociale contemporaneo in Spagna (1868-1936),  en “Bollettino dell’ Archivio per la Storia del Movimento sociale cattolico in Italia”, 1982, fasc. 3, pp. 289-314.

- El krausismo tomista de Tomás Romero de Castilla. La historia de una polémica, en “Rivista di filosofia neo-scolastica”, 1982, fasc. 2, pp. 355-376.

- La fortuna de Donoso Cortés in Italia, en “Rivista di filosofia neo-scolastica”, 1983, fasc. 4, pp.643-676.

- Miralles, Bernanos e i grandi cimiteri di Palma di Maiorca (1936-1938), en “Studi Francesi”, 1988,  fasc. 2, pp. 241-270.

- Bernanos e la guerra civile spagnola, en “Vita e Pensiero”, 1988, pp. 194- 209.

- En colaboración con José Andrés Gallego,  Hambre y política en la posguerra española, en “Historia 16”, Madrid, junio de 1989, pp. 12-16.

- La filosofía católica en la España de Franco (1939-1975), en “Hispania Sacra”, (Madrid), 1991, n. 88, pp.436-473.

- Recordando a Francisco de Vitoria en el V centenario, en “Quaderni Iberoamericani” (número monografico: Quinto Centenario. Colombo, l’America), 1992, fasc. 2, pp. 661-682.

- El último exilio español (1936-1939), en “Urogallo” (Madrid), junio de 1992.

- A la búsqueda de los orígenes literario-culturales de Gonzalo Torrente Ballester (1927-1941), en “Spagna contemporanea”, 1993, n. 1, pp. 80-94.

- Universidad, investigación e ideología en el primer franquismo, en “Hispania Sacra” (Madrid), 1994, n.º 94, pp. 703-753.

- Prensa y censura en el franquismo, en “Hispania Sacra” (Madrid), 1995, n.º 95, pp. 5-36.

- Il Decadentismo spagnolo fra letteratura e crisi modernista, en “Hispania Sacra” (Madrid), 1996, n.º 97, pp. 413-442.

- Los últimos días de la Residencia de Estudiantes, en “Aportes”, (Madrid), 1996, fasc. 3, pp. 59-69.

- En colaboración con Alfonso Botti, Dossier. Il presidente Scalfaro in “Spagna contemporanea”: a proposito della neutralità spagnola nella seconda guerra mondiale, en “Spagna contemporanea”, 1996, n. 10, pp.113-129.

- El fondo cultural de Franco y del franquismo, en  “Aportes” (Madrid), 1997, fasc. 1, pp. 132-146.

- L’esilio repubblicano del 1936 in Messico: filosofia e identità del pensiero in lingua spagnola,  en “Annuario” di I.S.L.A, (Pagani-Salerno), 2000, pp. 399-437.

- En colaboración con Irene Buonafalce, El esilio filosófico español mediador entre la filosofía europea y la hispanoamericana: el caso de J.Gaos y L.Zea, en “Aportes” (Madrid), 2000, fasc. 1, n. 42, pp. 143-159.

- En colaboración con José Andrés Gallego, Instituciones culturales fascistas en España (1939-1944), “Spagna Contemporanea”, 2000, n. 18, pp.211-217.

- Imaz en el contexto cultural español de los años veinte y treinta : las revistas, en “Cultura latinoamericana”, “Annali dell’Istituto di Studi Latinoamericani (ISLA)”, Pagani (SA), n. 3, 2001, pp. 161-199.

- PCI-PCE (1960-1990): recordando la conjura del silencio histórica e historiográfica, en “Orillas” (Studi offerti al prof. G.B. De Cesare), vol. I,  Salerno,     Edizioni del Paguro, 2001, pp. 127-143.

- A manera de prólogo. Filosofar en español: realidad y deseo, en “Rocinante, studi di filosofia in lingua spagnola”, Salerno/Milano, Oedipus edizioni, 2004, n.º 1, pp. 5-12.

- Los primeros orteguianos en México, en “Revista de Occidente”, Madrid, mayo de 2006, pp. 97-120.

- Crecimiento inesperado de la historiografía sobre el exilio de 1939. La altura del pensamiento mexicano ante la filosofía española exiliada (1910-1938), en “Rocinante”, 2006, Napoli, La Città del Sole, fasc. 2, pp.63-80.

- El último sexenio franquista (1969-1975): todo para el pueblo pero sin el pueblo, en  "Aportes: Revista de historia contemporánea", 2006, n. 21, 60, pp. 154-168.

- En colaboración con Antonio Scocozza, Per Pedro Grases, en "Cultura latinoamericana”,  2005, Napoli, la Città del Sole, 2006, n. 7, pp. 9-28.

- Eduardo Nicol y la escuela filosófica de Barcelona, en "Boletín de la Real Academia de Extremadura", 2007, tomo XI, pp. 169-201.

- Revoluciones políticas y culturales en México en torno al 1910, en “Rivista Italiana di Studi Napoleonici”,  a cura del Centro Nazionale di Studi Napoleonici e di Storia dell'Elba, anno XLL, 1-2/2008, Napoli, Edizioni Scientifiche Italiane, pp. 277-290.

- El hombre ser de la expresividad en Eduardo Nicol. Merodeos por la filosofía del lenguaje, en “Boletín de la Real Academia de Extremadura”, 2010, tomo XVIII, pp. 105-115.

- Editorial (director Luis de Llera), en “Rocinante, Rivista di Filosofía iberica e iberoamericana”, 2010, n. 5.

- Identidad histórica de España y actual desconcierto autonómico, en “Boletín de la Real Academia de Extremadura”, 2011, tomo XIX, pp. 165-209.

- Del positivismo al Ateneo de la Juventud, en “Boletín de la Real Academia de Extremadura”, Cáceres, 2014, tomo XXII, pp. 49-87.

- La filosofía progresiva en A. Rosmini, en Pax et emerita, en “Revista de Filosofía y Teología del Arzobispado”, Mérida-Badajoz, 2015, pp.117-144.

- El problema de las generaciones: de 1898 a 1914, en “Revista Rocinante” 2015-2016, n. 9, pp. 9-18.[4]

- Ortega y las Meditaciones del Quijote en “Arbor”, en vías de publicación.

### Contribuciones de varios género
- En colaboración con G. Morelli, El hispanismo en Italia, en “Revista de Estudios Extremeños” (Badajoz),  1981, fasc. 3, estratto di pp. 15.

- El hispanismo en Italia, en “Revista de Estudios Extremeños” (Badajoz), 1982, fasc. 3, estratto di pp. 10.

- En colaboración con G. Morelli, El hispanismo en Italia, en “Revista de Estudios Extremeños” (Badajoz), 1982, estratto di pp. 16.

- En colaboración con G. Morelli,  El hispanismo en Italia, en “Revista de Estudios Extremeños” (Badajoz), 1983, fasc. 2, estratto di pp. 24.

- El vanguardismo, punto de confluencia humana y cultural entre R. Gómez de la Serna y J. Ortega y Gasset in AA.VV., Studi di Iberistica in memoria di Alberto Boscolo, Roma, Bulzoni, 1989, pp. 89-102.

- Díaz-Ambrona Moreno, José, voce per la Gran Enciclopedia Extremeña, vol.  IV, Mérida, Ediciones Extremeñas, 1991, pp. 83-84.

- Donoso Cortés, Juan, voz para la Gran Enciclopedia Extremeña, vol. IV, Mérida, Ediciones Extremeñas, 1991, pp. 115-118.

- Elías de Tejada, Francisco, voz para la Gran Enciclopedia Extremeña, vol. IV, Mérida, Ediciones Extremeñas, 1991, pp.147-150.

- Moreno Nieto, José, voz para la  Gran Enciclopedia Extremeña, vol. VII, Mérida, Ediciones Extremeñas, 1992, pp.158-161.

- Defensa del siglo XVIII en la España neoimperialista de 1941: Gonzalo Torrente Ballester en la revista “Escorial”, in AA.VV.,  El Girador. Studi di Letterature iberiche e iberoamericane offerti a Giuseppe Bellini, Roma, Bulzoni, 1993, pp. 339-347.

- En torno a la generación literaria de 1914 en España en  Serena ogni montagna. Studi di Ispanisti Amici offerti a Beppe Tavani, Roma,     Bulzoni, 1997, pp. 149-159.

- Biografía de Moreno Nieto en Personajes Extremeños, Badajoz, publicación del diario “HOY”, 1996, extracto de la p. 12.

- “Introduzione” a: José Ortega y Gasset,  La disumanizzazione dell´Arte (traduzione italiana di Luciano Arcella), Roma, Settimo Sigillo, 1997, pp. 3-55.

- “Introduzione” a: Eduardo Nicol, Il problema della filosofia ispanica, (traducción de Michele Porciello), Napoli, La Città del Sole, 2007.

- “Introduzione” a: Giovanna Scocozza, La Spagna alle origini della contemporaneità. Cànovas e la questione cubana, Napoli, La Città del Sole, 2008.

- .“Prefazione” a: Alessia Cassani, Ci portarono le onde. José Moreno Villa poeta tra modernismo, avanguardia ed esilio, Padova, Cleup, 2012.
- Alessia Cassani, María José Flores Requejo y Giovanna Scocozza (eds.), Estudios hispánicos contemporáneos, Bogotá, Penguin Random House, Universidad Católica de Colombia /Università degli Studi di Salerno, 2018. Ensayos ofrecidos a Luis de Llera Esteban.

### Publicación en actas de congresos
- “Socialisti e cattolici nella Spagna contemporanea”, conferencia dictada en el convenio sobre  “Spagna socialista”  el día 18 de diciembre de 1982 en el Palazzo delle Stelline di Milano, Pubblicazioni Servizio Editoriale dell’ I.S.U., Universita’ Cattolica del Sacro Cuore, Milano, 1982.

- . “Filosofía romántica y lenguaje: aspectos contradictorios”, en Il linguaggio romántico, Atti del II Congresso sul Romanticismo spagnolo e ispanoamericano (Genova, 12-14 aprile 1984), Genova, E.R.G.A., 1984, pp. 47-56.[5]

- . “La Chiesa spagnola durante la Repubblica e la guerra (1931-1939)” in  Cattolici e guerra di Spagna: la battaglia democratica su “Popolo e Libertà” di don Luigi Sturzo e don Francesco Alberti. Atti del convegno “I Cattolici e la guerra di Spagna”, Lugano, 28-29 novembre 1986, “Risveglio” (Lugano), 1987, pp. 167-182.

- . En colaboración con J. Andrés Gallego, “¿Cruzada o guerra civil? El primer gran debate del régimen de Franco”, in  Chiesa cattolica e guerra civile in Spagna nel 1936, Atti del Congresso que tuvo lugar en Napoli-Montecassino il 5/6 de junio de 1987, Napoli, Guida editori, 1989, pp. 103-128.

- . “El exilio español como redescubrimiento de América en E. Nicol” en  L’ America fra reale e meraviglioso, Actas del Congreso de Milán, Roma, Bulzoni, 1990, pp. 241-267.

- . “La presencia rosminiana en el catolicismo español: algunas reflexiones”, en  Españoles e italianos en el mundo contemporáneo, Atti del I Colloquio Hispano-Italiano de Historiografía contemporánea, Roma 28/29/30 de abril de 1988, Madrid, C.S.I.C., 1990, pp. 67-86.

- . “La persistencia del XVIII en el primer romanticismo: Donoso Cortés. 1829-1830” en Cultura y literatura en la España de entresiglos, Atti del V congresso sul Romanticismo spagnolo e ispanoamericano, Bordighera, 2-5 de abril de 1990, Roma, Bulzoni, 1993, pp. 195-206.

- . “De las generaciones a las tendencias: una propuesta de historia cultural neo-orteguiana” en New History, Nouvelle Histoire, hacia una Nueva Historia, Actas del curso que tuvo lugar en El Escorial en agosto de 1992, Madrid, Actas, 1993, pp. 189-205.

- . “Los intelectuales españoles y el problema colonial en 1895: la guerra en Cuba y la España de la Restauración”,  dirigido por Emilio de Diego, Madrid, Editorial Complutense, 1996, pp. 263- 295.

- . “Tertulias románticas y modernistas en el Madrid castizo”, Atti del VI Congresso sul Romanticismo spagnolo, dirigido por E. Caldera, Roma, Bulzoni, 1996, pp. 213-221.

- . “La cultura española entre pureza y revolución (1931-36)”,  in  Terceras Jornadas. Niceto Alcalá Zamora y su época, seminario que tuvo lugar en Córdoba il 3, 4, 5 de abril de 1997, Priego de Córdoba, 1998, pp.181-215.

- . “Constantes y variantes del ensayo español entre 1870 y 1914”, Actas del convenio “La saggistica spagnola e ispanoamericana tra il 1870 e la Prima Guerra Mondiale. Metodologie e analisi a confronto” (Feltre, 15, 16, 17 maggio 1997), Caracas, Monte Ávila, 2000.

- . “El pensamiento vasco y América: del Modernismo a la Guerra Civil”, Actas del Convenio que tuvo lugar en San Sebastián en el marzo de 1998 “Los Vascos y América” organizado por la sociedad de Estudios Vascos Eusko Ikaskuntza, “Riev”, vol.43-1, 1998, pp. 61-81.

- . “El papel de Ortega en la cultura española de los años veinte y treinta”, Actas del Convenio “Ortega y Gasset, pensatore e narratore dell’Europa” , Milano,  13-14 e 16-18 de noviembre de 1998, Milano, Cisalpino, 2001, pp. 217-224.

- . “Algunos lugares comunes del último exilio español”, Actas del Convenio que tuvo lugar en Pamplona los días 6-9 de mayo de 1998 “Literatura e historia en el siglo XX hispánico”, “Rilce” 15-1 (Pamplona), 1999, pp. 75-91.

- . “Pensamiento en el exilio vasco”, Actas del Congreso que tuvo lugar en San Sebastián los días 9, 10, 11 y 12 de noviembre de 1999 “Sesenta años después. Euskal Erbestearen Kultura”, tomo I, Editorial Saturrarán, San Sebastián, 2000.

- . “Cultura e ideologia alle origini di Carlo V”, in “Peregrinationes. Acta e documenta”Actas del Convenio que tuvo lugar en Malta los días 9-11 de junio de 2000 “Carlo V e Mercurino di Gattinara suo gran cancelliere”, Tomo II, Malta, Accademia Internazionale Melitense, 2001, pp. 37-55.

- “El pensamiento español durante la primera Restauración (1875-1900). Estado de la cuestión”, en Actas del convenio que tuvo lugar en Siena los días 18, 19 de mayo de 2000 “Il Politico di Azorín”, Ed. Biblioteca Valenciana, Generalitat Valenciana, 2002, pp. 13-33.

- . “Interioridad y religiosidad durante la primera Restauración”, in Actas del convenio “Orationis Millennium 2000” que tuvo lugar en L’Aquila los días 24-30 de junio de 2000, Libreria Editrice Vaticana, Città del Vaticano, 2002, pp. 50-66.

- . “La filosofía barroca en España: madurez y plenitud”, Actas del congreso “Giornate Calderoniane” que tuvo lugar en Palermo los días 14,15,16,17 de diciembre de 2000, Palermo.

- . “Albònico, un excelente historiador italiano de la España contemporánea”, Actas della Giornata di Studio dedicada a Aldo Albònico que tuvo lugar en Milano el 10 de abril de 2000, Roma Bulzoni, 2001, pp.37-49.

- . “Ortega in America: liberalismo politico e antipositivismo filosofico”, Actas del convenio “Filosofia politica in America latina: ricognizione e prospettive” que tuvo lugar en la facultad de Lettere e Filosofia de la Universidad della Calabria (Cosenza) el 17 de ottobre de 2002.

- . “Crecimiento inesperado de la historiografía sobre el exilio de 1939. La altura del pensamiento mexicano ante la la filosofía española exiliada (1910-1938)”, in Actas del congreso “Ruta de la Obsidiana. Percorsi mesoamericani” que tuvo lugar en Salerno los días 12 y 13 de diciembre de 2002, I.S.L.A., Salerno.

- . “Ortega en Argentina”, in Actas del Congreso “Escritores,  editoriales y revistas del exilio republicano de 1939” que tuvo lugar en Barcellona los días 17, 18, 19, 20 e 21 de noviembre de 2003, Universitat Autónoma de Barcelona,  2003.

- . “Los últimos días de la Residencia de Estudiantes”, in Hombre de bien (ensayos en lengua y literatura ibéricas en honor di R. Froldi),  edición de de P. Garelli y G. Marchetti, vol.II, Alessandria, Edizioni dell’ Orso, 2004, pp.75-89.

- . “Ortega y Unamuno constantes filosóficas del período romano de María Zambrano”, in Actas del convenio en “Los años romanos de María Zambrano”, Roma 14-15 de diciembre de 2004, Madrid, Pubblicazioni del Instituto Cervantes.

- . “Ímaz en el contexto cultural español de los años veinte y treinta: las revistas”, en Eugenio Ímaz. Asedio a un filósofo, San Sebastián, Ed. Saturrarán, 2002, pp. 115-149.

- . “María Zambrano y los años ’30: nuevos horizontes del liberalismo”, en "Revista de Occidente", n. 278-9, julio-agosto de 2004, pp. 99-119.

- . En colaboración con Ana González, “Il motivo del viaggio come europeizzazione della Spagna contemporanea”, en Trabajo y aventura, Studi in onore di Carlos Romero Muñoz, Roma, Bulzoni, 2004, pp. 137-151.

- . En colaboración con Laura Mariateresa Durante, “María Zambrano y los años ’30”, en AA.VV., Percorsi di lingua e cultura spagnola, in ricordo di Donatella Cessi Montalto, edizione a cura di M.V. Calvi, L. Chierichetti, J. Santos López, Milán,  Selene, 2005, pp. 73-99.

- . DISCURSO DE INGRESO en la Real Academia de Extremadura de las Letras y las Artes: “Un católico liberal extremeño:  José Moreno Nieto”, discurso leído el 25 de octubre de 2008, Badajoz, Indugrafic, 2008.

- .“El exilio filosófico: política y religión”, in Atti del  II Congreso internacional: La República y la Guerra Civil , Madrid, Universidad San Pablo, 22- 26 de noviembre de 2006,  en La República y la Guerra civil setenta años después, Madrid, Actas, 2008, pp. 222-243.

- .“Un maestro de Ímaz: Juan Zaragüeta”, Actas del Congreso Internacional Exilio y Universidad: Presencias y Realidades 1936-1955, que tuvo lugar en San Sebastián, el 13-15 de diciembre de 2006, en J. A. Ascunce, M. Jato, M. L. San Miguel, Exilio y Universidad (1936-1955), San Sebastián, Editorial Saturrarán-Universidad de Deusto-Hamaika Bide Elkartea, 2008, pp. 405-415.

- .“El falso concepto de transterrado”, Actas del Congreso Internacional El exilio: Un debate para la historia de la cultura, que tuvo lugar en San Sebastián el 17-19 de octubre de 2007, in El exilio: Un debate para la historia de la cultura, San Sebastián, Editorial Saturrarán, 2008, pp. 63-75.

- . “La saggistica spagnola nel Novecento”, in Actas del Congreso Internacional L’evoluzione dei generi letterari, Napoli, julio de 2008.

- .“Los inicios del género ensayístico en España”, en M. Bernard, I. Rota, M. Bianchi (cur.) Vivir es ver volver. Studi in onore di Gabriele Morelli, Bergamo, Sestante Edizioni, 2009, pp. 303-313.

- .“El exilio filosófico: política y religión” in Estudios en honor del Profesor Giovanni Caravaggi , Pavia, 2009.

- .“Juan David García Bacca, una biografía desconcertante”, en Mercedes Acillona (ed.), Sujeto exílico: epistolarios y diarios, Bilbao, Universidad de Deusto, 2010, pp. 227-244.

- .“Revoluciones políticas y culturales en México en torno a 1910”, en Valerio Giannattasio e Raffaele Nocera (directores), 1810-1910-2010:  L'America latina tra indipendenza, emancipazione e rivoluzione, Actas del Convenio que tuvo lugar en Napoli de 12 a 14 de octubre de 2010, Napoli, ESI, 5/2012, pp. 277-291.

- .“Revoluciones culturales y políticas en México en torno a 1910” en Giannattasio, Valerio; Nocera, Raffaele  (eds.), 1810-1910-2010: l'America Latina tra indipendenza, emancipazione e rivoluzione, en Rivista Italiana di Studi Napoleonici, anno XLI/Nuova Serie 1-2/2008, Napoli, ESI, mayo de 2012, pp. 416.

- .“Identidad histórica de España y actual desconcierto autonómico”,  en Boletín de la Real Academia de Extremadura de las Letras y las Artes, 2011, pp.165-208..
- “Los filósofos exiliados y la tercera España” en Baldissera, Andrea; Mazzocchi, Giuseppe; Pintacuda, Paolo (eds.), Ogni onda si rinnova:  studi di ispanistica offerti a Giovanni Caravaggi, vol. 2, Como-Pavia, Ibis, 2011, pp.335-351.

- .“Las víctimas en la zona frentepopulista: el caso de Granja de Torrehermosa”, en La otra memoria,  Actas del III Congreso Internacional sobre la II República y la Guerra Civil que tuvo lugar en la Universidad San Pablo de Madrid los días 6-8 de noviembre de 2008, Alfonso Bullón de Mendoza e Luis E. Togores (eds.), Madrid, Editorial Actas, 2011, pp. 222- 232.

- .“El proceso de identidad nacional de España en su historia” en Ignazio Putzu, Gabriella Mazzon (coords.), Lingue, letterature, nazioni. Centri e periferie tra Europa e Mediterraneo. Milano, Franco Angeli, 2012, pp. 180-199.

- .“Del positivismo al Ateneo de la Juventud” en “Boletín de la Real Academia de Extremadura”, tomo XXII, Cáceres, 2014, pp.49-87.